# Mops brachypterus
Mops brachypterus es una especie de murciélago de la familia Molossidae.

## Distribución geográfica
Se encuentra en África occidental y África Central.